# Schlacht von Fredericksburg
Fredericksburg I – Mud March
Die Schlacht von Fredericksburg war eine Schlacht des Amerikanischen Bürgerkrieges, die vom 11. bis zum 15. Dezember 1862 in und bei der Kleinstadt Fredericksburg am Rappahannock in Virginia stattfand. Die Konföderierten fügten den Nordstaaten bei vergleichsweise geringen eigenen Ausfällen hohe Verluste zu und sorgten damit für ein frühes Ende von General Burnsides Feldzug nach Richmond.

## Vorgeschichte
Präsident Lincoln wies Generalmajor McClellan am 6. Oktober 1862 an, den Potomac mit der Potomac-Armee zu überschreiten und die Nord-Virginia-Armee anzugreifen oder zum Rückzug nach Süden zu zwingen, solange der Straßenzustand Bewegungen noch zuließ. 20 Tage später befolgte McClellan nach langer Diskussion diesen Befehl. Die Potomac-Armee überquerte am 26. Oktober mit ersten Teilen den Potomac und marschierte zu den ostwärtigen Hängen der Blue Ridge Mountains. McClellan griff die ausweichende Nord-Virginia-Armee, die inzwischen reorganisiert war und sich von der Niederlage am Antietam erholt hatte, weder jenseits der Berge in der Flanke an, noch verlegte er ihr den Weg nach Süden. Lincoln enthob McClellan deshalb am 5. November seines Kommandos und setzte zwei Tage später Generalmajor Ambrose E. Burnside als Oberbefehlshaber ein.
Burnside hielt sich nicht für das Kommando geeignet, beugte sich aber dem Befehl des Präsidenten. Eine seiner ersten Maßnahmen war die Verschlankung der Befehlsstruktur der Potomac-Armee. Um nicht gleichzeitig sechs und mehr Korps führen zu müssen, schuf Burnside die Führungsebene der Grand Division. Diese benannte er Left, Center und Right Grand Division und unterstellte ihnen jeweils zwei Korps und zusätzliche Kavallerie.

## Verlauf der Schlacht

### Vorbereitung
Burnside beabsichtigte, mit der Potomac-Armee den Rappahannock bei Fredericksburg zu überschreiten und Richmond zu erobern. Da die Flüsse zu dieser Jahreszeit Hochwasser führten und die Brücken über den Fluss zerstört waren, hatte er Pontonbrücken für den Übergang angefordert. Die Zuführung verzögerte sich wegen bürokratischer Unzulänglichkeiten im Kriegsministerium und einer Verschlechterung der Straßenverhältnisse.
Die Masse der Right Grand Division unter Generalmajor Edwin Vose Sumner hatte am 20. November die Stafford Heights auf dem überhöhten Ostufer des Rappahannock erreicht. Obwohl die Unionsartillerie die Stadt beherrschte, folgte die Stadt der Aufforderung zur Übergabe nicht. Während die Einwohner flohen, besetzte ein Regiment der Konföderierten die Häuser. Insgesamt befanden sich auf dem Südufer nur einige tausend Soldaten der Konföderation.
Durch die Aufklärung der Kavallerie unter Generalmajor J.E.B. Stuart über die Bewegungen der Potomac-Armee informiert, verlegte General Robert E. Lee das I. Korps unter Generalleutnant James Longstreet auf die Höhen westlich Fredericksburgs. Dieser erreichte den Einsatzort, noch bevor die Pontons der Nordstaaten am Rappahannock eintrafen. Auch das II. Korps unter Generalleutnant Thomas J. Jackson erreichte den Raum südlich Fredericksburg, Longstreet folgend, bis Ende November.

### Übergang über den Rappahannock
Nachdem am 25. November endlich die Pontons gleichzeitig mit den Truppen Lees eingetroffen waren, entschloss sich Burnside, den Angriff am 11. Dezember zu beginnen. Am Morgen begannen die Pioniere an fünf Übergangsstellen mit dem Zusammenbau der Pontons. Sie wurden jedoch von Scharfschützen in den Häusern von Fredericksburg dabei gestört und erlitten große Verluste.

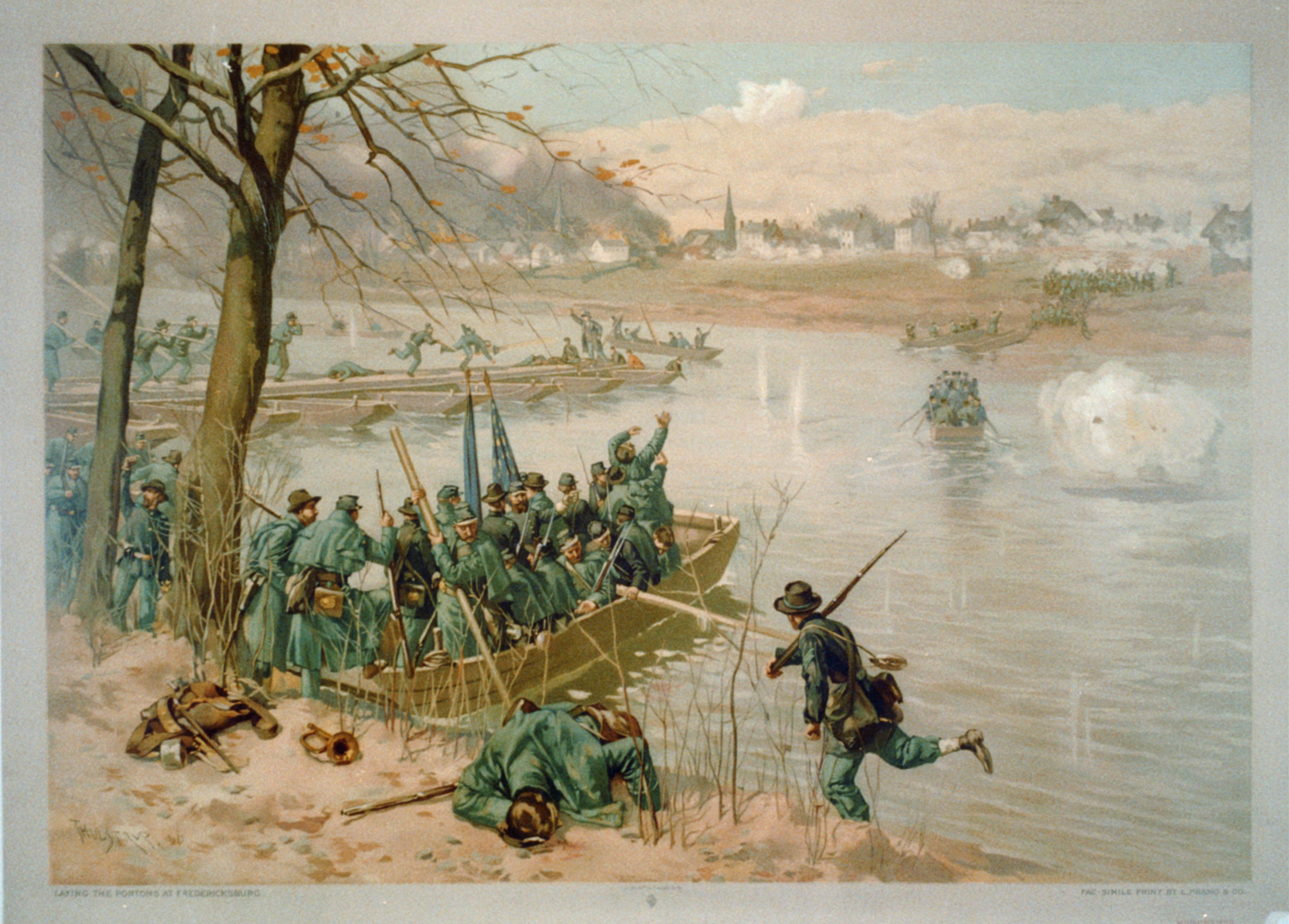
Bau der Pontonbrücken und Übersetzen über den Rappahannock

Auch dem Feuer der Artillerie auf die Ortschaft gelang es nicht, die Scharfschützen aus ihren Stellungen zu vertreiben, wohl aber die Stadt in Brand zu setzen. Erst der Angriff von mit Booten auf das Südufer übergesetzten Truppen der Union vertrieb die Scharfschützen. Bis zum Abend des 12. Dezembers waren über die nun fertig gestellten Pontonbrücken ca. 55.000 Mann und 116 Geschütze der Left Grand Division unter Generalmajor Franklin auf das Ufer südlich der Stadt und ca. 31.000 Mann der Right Grand Division unter Generalmajor Sumner in die Stadt selbst gelangt.

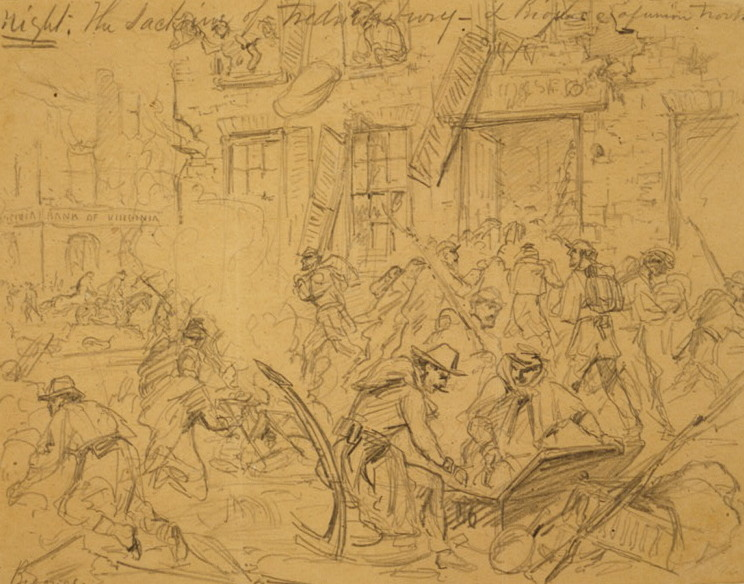
Plündernde Nordstaatler in Fredericksburg

Im Folgenden wurde die Stadt durch die dort befindlichen Soldaten der Union geplündert. Die konföderierten Soldaten – meist Virginier – waren deswegen auf das Äußerste empört und Lee selber verglich die Taten erbost mit dem Wüten der Vandalen.
Die Nord-Virginia-Armee hatte Lee auf den Hügeln westlich der Stadt beiderseits Marye’s Heights unter dem Kommando Longstreets und daran anschließend beiderseits Prospect Hill und weiter im Süden in Erwartung eines Flussübergangs bei Port Royal unter Jackson eingesetzt.

### Angriff auf dem linken Flügel am 13. Dezember

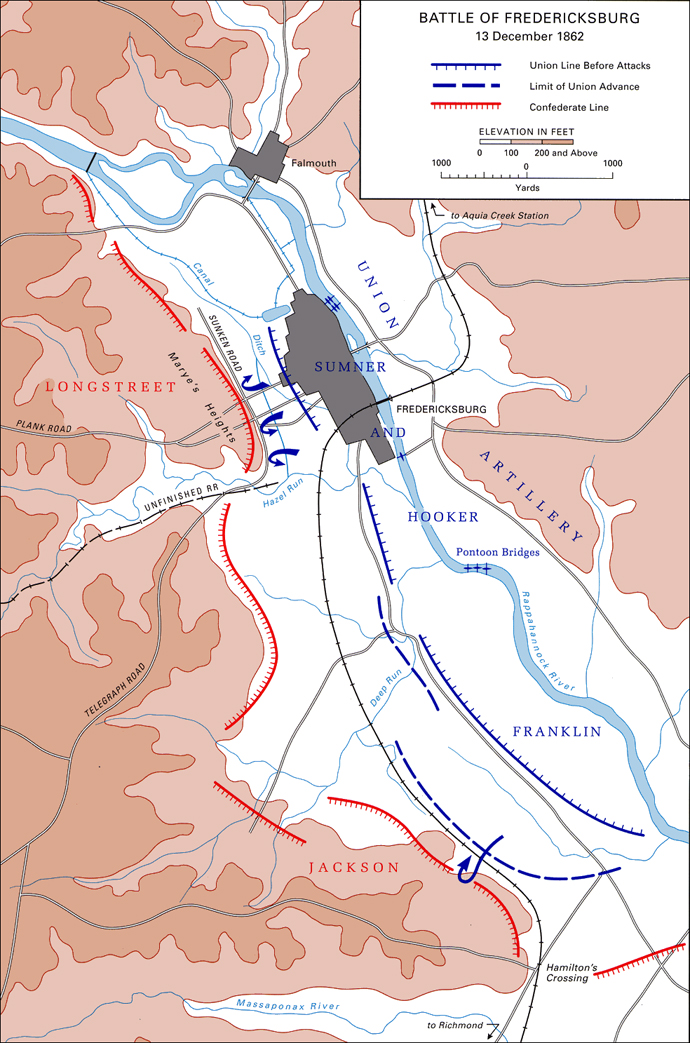
Schlacht von Fredericksburg

Burnside beabsichtigte, den rechten Flügel der Nord-Virginia-Armee anzugreifen, aufzurollen und Lees restliche Truppen in der tiefen rechten Flanke unter gleichzeitiger frontaler Bindung zu vernichten. Dieser Operationsplan beruhte auf Luftaufklärung, die ihm gemeldet hatte, dass sich die konföderierte Division D.H. Hills am 12. Dezember noch bei Port Royal befand.
Am 12. Dezember erkannte Lee die Absicht Burnsides und befahl Jackson, seine Kräfte auf dem rechten Flügel der Nord-Virginia-Armee zu konzentrieren. Jackson beorderte daraufhin D.H. Hills Division dorthin und dieser marschierte in der Nacht 18 Meilen und bezog die Stellungen noch vor Tagesanbruch.
Am 13. Dezember gegen 8:30 Uhr griff das I. Korps Generalmajor John F. Reynolds’ Jacksons Stellungen an. Ein Flankenbeschuss des konföderierten Majors John Pelham mit zwei Geschützen zwang Reynolds den Angriff abzubrechen und Brigadegeneral Abner Doubledays Division nach Süden zum Flankenschutz abzudrehen, was aber gleichzeitig Angriffe der konföderierten Kavallerie unter Generalmajor J.E.B. Stuart verhinderte.
Gegen 12 Uhr trat Reynolds mit der Division Generalmajor George G. Meades erneut an. Auch dieser Angriff wurde abgewehrt. Bei einem erneuten Angriff um 13 Uhr gelang Meades Truppen, unterstützt von der Division Brigadegeneral John Gibbons, der Einbruch in die Stellungen Jacksons auf einer Breite von 600 m. Jackson hatte dieses Gelände bewusst in der Verteidigung ausgespart, da es sich nicht zur Verteidigung eignete und gerade in dieses Gelände stieß der Angriff Meades. Gegen 14:15 Uhr befahl Jackson der in Reserve bereitstehenden Division Generalmajor Jubal A. Earlys einen Gegenangriff, der Meade und Gibbon auf die Ausgangsstellungen zurückwarf.
Hinter Meade befand sich die Division von Brigadegeneral David B. Birney aus der Center Grand Division von Generalmajor „Fighting“ Joe Hooker. Obwohl Meade ihm dreimal Nachricht sandte, er solle ihn verstärken, um den Erfolg auszuweiten, lehnte Birney jegliche Unterstützung mit der Begründung ab, er ließe sich von einem gleichrangigen Divisionskommandeur keine Befehle geben. Erst als Meade ihm persönlich sagte, er werde die Verantwortung für den Einsatz seiner Truppen übernehmen, willigte Birney ein. Aber es war zu spät – Early hatte seinen Angriff bereits begonnen. Eine Chance für die Potomac-Armee war vertan.

### Angriff auf Marye’s Heights

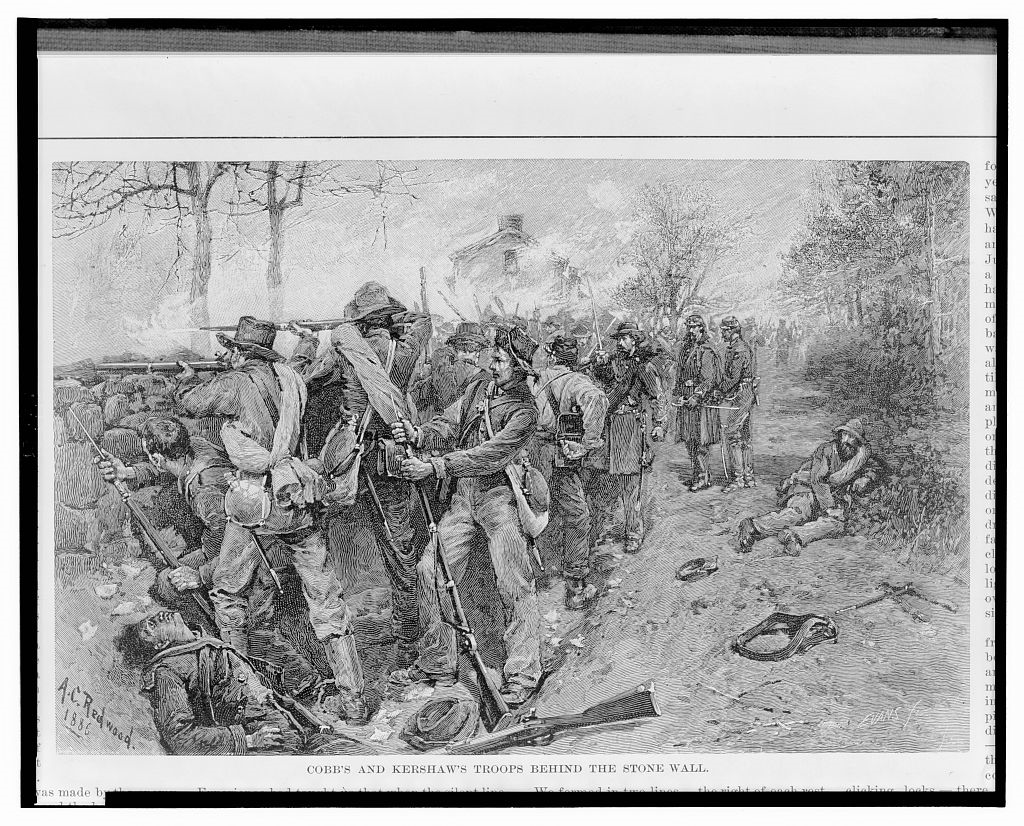
Konföderierte Soldaten verteidigen in der „Sunken Road“

Longstreet hatte seine Artillerie, ca. 300 Geschütze, beiderseits der Marye’s Heights in Stellung gebracht. Sie konnten von drei Seiten auf die offene, ansteigende Fläche westlich Fredericksburgs wirken und angreifende Truppen nach Überschreiten des Canal Ditch, eines Entwässerungsgrabens, ins Kreuzfeuer nehmen. Die an der „Sunken Road“ entlang eines Steinwalls eingesetzte Infanterie aus der Division Lafayette McLaws’ konnte genau zu diesem Zeitpunkt in das Gefecht eingreifen. An der Sunken Road waren ca. 2.000 Mann eingesetzt, am Hinterhang dahinter hielten sich weitere 7.000 in Reserve. Die konföderierten Linien standen in Viererreihen und konnten deshalb sehr schnell feuern.
Gegen 11 Uhr begann der Angriff der Potomac-Armee mit dem II. Korps Generalmajor Darius N. Couch’ aus Generalmajor Sumners Right Grand Division. Der Auftrag lautete, mit einer Division oder auch mit mehreren Marye’s Heights zu nehmen. Die erste Division, die aus dem Schutz der Häuser von Fredericksburg heraustrat, war die von Brigadegeneral William H. French. Alle drei Brigaden griffen nacheinander frontal gegen die Sunken Road an. Der nächsten Division unter Brigadegeneral Winfield Scott Hancock gelang es mit einer Brigade, bis auf 35 Meter an die Stellungen der Konföderierten heranzukommen. Als nächste Division griff die von Brigadegeneral Oliver Otis Howards mit weiteren drei Brigaden frontal gegen die Marye’s Heights an. Alle Angriffe wurden abgewehrt.
Sumner befahl nun dem IX. Korps Brigadegeneral Orlando B. Willcox’, erneut die Sunken Road anzugreifen. Dieser beauftragte die Division Brigadegeneral Samuel D. Sturgis’ links an den liegen gebliebenen Divisionen vorbei, die Konföderierten in deren rechter Flanke anzugreifen. Auch dieser Angriff blieb im Kreuzfeuer der Artillerie und dem Feuer der Musketen von der Sunken Road liegen.
Ein Soldat beschrieb den Angriff: „Ich musste aufpassen, nicht auf Tote oder Verwundete zu treten. Der Hang war glitschig vom Blut.“ Und Lee sagte zu Longstreet:

“It is well that war is so terrible — we should grow too fond of it!”

„Es ist nur gut, dass der Krieg so schrecklich ist – wir würden sonst vielleicht Gefallen daran finden.“

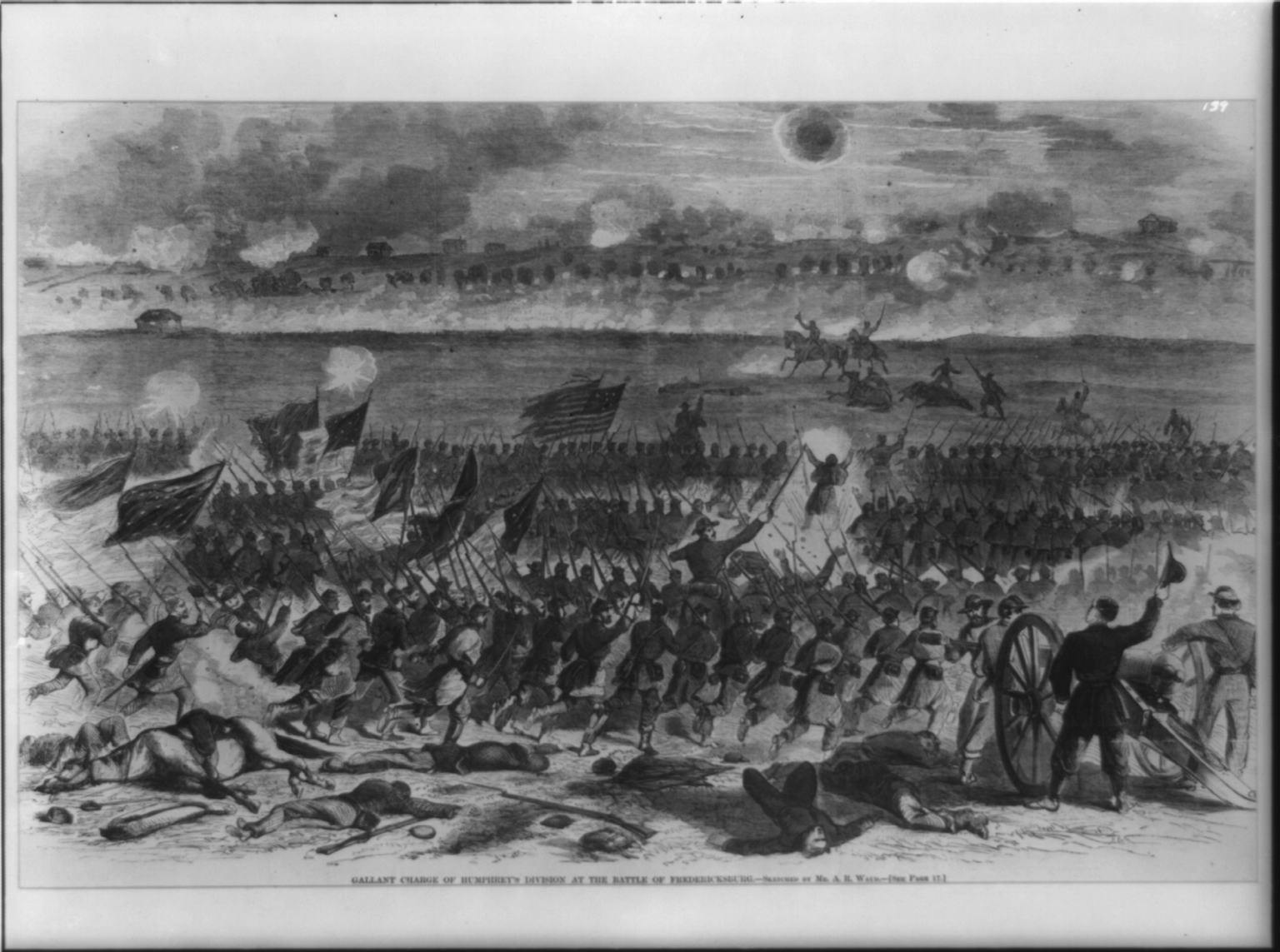
Humphreys’ Angriff

Auch McLaws musste seine Truppen wegen der Ausfälle ständig verstärken und auswechseln. Dieser Wechsel wurde von der Union als Rückzug gedeutet. Der Einsatz der nächsten Division unter Brigadegeneral Andrew A. Humphreys aus der Center Grand Division Hookers wurde deshalb als Bajonettangriff mit denselben katastrophalen Folgen wie alle bisherigen Angriffe durchgeführt. Nach Einbruch der Dunkelheit versuchte Hooker, nochmals anzugreifen, aber auch dieser Angriffsversuch wurde vom Feuer der Konföderierten gestoppt. Danach befahl Hooker, die Angriffe einzustellen.

## Nach der Schlacht
Am 14. Dezember wollte Burnside erneut angreifen und dabei persönlich sein ehemaliges IX. Korps anführen. Es gelang seinen Offizieren, ihn von dieser Absicht abzubringen. Von weiteren Angriffsversuchen sah er anschließend ab.
Lee erwartete zunächst die Fortsetzung der Angriffe der Potomac-Armee; auf einen Angriff auf die Stellungen des Gegners verzichtete er wegen der Wirkungsmöglichkeiten der Unionsartillerie auf den Stafford Heights.
Nach einer sehr kalten Nacht, die viele Verwundete nicht überlebten, verbrachte die Potomac-Armee die meiste Zeit damit, ihre Verwundeten und Gefallenen zu bergen. Dabei gab es auf dem Schlachtfeld bemerkenswerte Vorfälle. Der konföderierte Sergeant Richard Rowland Kirkland bat seinen Vorgesetzten, den Verwundeten der Union helfen zu dürfen. Er verbrachte fast den gesamten Tag damit, verwundeten Unionssoldaten Wasser zu bringen. Dies brachte ihm den Namen Engel von Fredericksburg ein.
Im Süden beschimpften sich die Soldaten gegenseitig aus ihren nur wenige Meter getrennt liegenden Stellungen. Angestachelt wie bei einem Footballspiel stimmten immer mehr Nachbarn in die Beschimpfungen ein. Darüber ärgerten sich zwei Soldaten so sehr, dass sie ihre Waffen ablegten und ein inoffizieller Waffenstillstand geschlossen wurde. Zwischen den Linien lieferten sie sich einen Faustkampf, angefeuert von Soldaten beider Seiten. Nach dem Ende des Kampfes wuschen sich die beiden Kontrahenten das Blut ab und beide Seiten begannen erneut aufeinander zu schießen.
In der Nacht zum 15. Dezember zog Burnside alle Truppen aus Fredericksburg ab, beließ zwei Korps auf den Stafford Heights und begab sich in die Winterlager, was ihm die Nord-Virginia-Armee gleichtat.
Burnside war nicht in der Lage, von seinem Operationsplan abzuweichen. Die Risiken eines Abweichens bestanden im Hochwasser und daraus eventuell resultierender fehlender Unterstützungsmöglichkeiten seiner Truppen auf der anderen Seite des Rappahannock. Er verpasste dadurch die Möglichkeit, die Nord-Virginia-Armee von ihrer Hauptstadt abzuschneiden und sie mit seinen überlegenen Truppen zu schlagen. Andererseits hatte er nur diesen einen Plan und jedes Abweichen davon war Planlosigkeit – und das war für einen Truppenführer noch schlimmer als eine verlorene Schlacht. Durch sein unflexibles Handeln hatte er Lee die Möglichkeit gegeben, einen glorreichen Sieg zu erringen.

## Der Mud March
Der Druck der Öffentlichkeit und aus Washington, endlich offensiv gegen die Konföderation vorzugehen, lastete weiterhin auf Burnside. Als im Januar 1863 mildes Wetter herrschte, entschloss er sich, Lees Nord-Virginia-Armee rechts zu umgehen, in der linken Flanke anzugreifen und auf Richmond vorzustoßen.
Die Potomac-Armee marschierte am 20. Januar 1863 entlang des Rappahannock nach Norden. Am Nachmittag begann es zu nieseln und in der Nacht wurden daraus ergiebige Regenfälle, die auch die nächsten Tage andauerten. Die Geschütze und Munitionswagen verwandelten am Vormittag des nächsten Tages die Straßen in einen Morast, in dem sie bis zu den Achsen einsanken. Ganze im Mannschaftszug eingesetzte Regimenter und dreifache Bespannung waren nicht in der Lage, die Wagen und Lafetten aus dem Morast zu ziehen. Auch die zu Fuß marschierenden Soldaten kamen kaum noch vorwärts – bei jedem Schritt zog es ihnen die Stiefel aus und diese wurden immer schwerer. Burnside musste die gesamte Aktion am 24. Januar abbrechen.
Pikanterweise feuerten ihn die konföderierten Feldwachen von jenseits des Flusses mit Plakaten an, auf denen stand: „Burnside’s Army Stuck in the Mud.“ – „Burnsides Armee steckt im Dreck.“ oder „This way to Richmond.“ – „Hier geht es nach Richmond.“.
Wegen dieser Misserfolge bat Burnside um seine Ablösung. Am 26. Januar 1863 wurde er von Generalmajor Joseph Hooker als Oberbefehlshaber der Potomac-Armee abgelöst.